# Euronext Amsterdam
Euronext Amsterdam (tidigare Amsterdamse effectenbeurs eller Amsterdam Stock Exchange) är en nederländsk börs i Amsterdam. Den gick samman den 22 september 2000 med Brussels Stock Exchange och Paris Stock Exchange att bilda Euronext.